# علی‌محمد بشارتی
علی‌محمد بشارتی جهرمی (زاده ۱۳۲۳ جهرم) سیاست‌مدار، شاعر و ادیب است که به عنوان مشاور رئیس مجمع تشخیص مصلحت نظام فعالیت می‌کند. او وزیر کشور در دولت دوم هاشمی رفسنجانی بود.
با پیشنهاد وی محمود احمدی‌نژاد در سال ۷۲ خورشیدی استاندار اردبیل شد.
بشارتی عضو اولین شورای فرماندهی سپاه پاسداران انقلاب اسلامی و از بنیانگذاران آن بود. او همچنین نماینده دوره نخست مجلس شورای اسلامی بود. وی در فاصله سال‌های ۱۳۶۳ تا ۱۳۷۲ به عنوان قائم‌مقام وزیر امور خارجه فعالیت می‌کرد و در دولت ششم، از ۱۳۷۲ تا ۱۳۷۶ وزیر کشور بود. هاشمی رفسنجانی در خاطرات سال ۱۳۶۹ خود با عنوان «اعتدال و پیروزی» نقل می‌کند: «آقای بشارتی از وزارت خارجه آمد و پنجاه هزار دلار برای برنامه‌های بازسازی هدیه آورد؛ یکی از شیوخ جنوب خلیج فارس که به دعوت او به ایران آمده، یک ماشین بنز هدیه داده که فروخته و پولش را به ستاد بازسازی مناطق محروم داده است.»

## نقض حقوق بشر
علی‌محمد بشارتی جهرمی به نقض حقوق بشر، متهم است.
علی محمد بشارتی در تشکیل گروه قنات و شکنجه و آزار مخالفان و دگراندیشان، در ماه‌های اولیه پس از وقوع انقلاب ۱۳۵۷ نقش بسزایی داشته است. او همچنین در سال ۱۳۶۰ به هنگام عضویت در «هیئت بررسی شایعه شکنجه»، با انکار شکنجه‌های اعمال شده علیه زندانیان سیاسی مرتکب نقض حقوق بشر شده است. در صورتی که سازمان عفو بین‌الملل در بخش ایران گزارشی با نام “شکنجه در دهه هشتاد“ در مورد شکنجه‌های رایج سال‌های اولیه پس از انقلاب می‌نویسد: «شایع‌ترین شیوه‌های شکنجه که برای عفو بین‌الملل تشریح شده است، شامل شلاق زدن با کابل بر تمام قسمت‌های بدن زندانی در حالی که او از ناحیه مچ دست آویزان است یا کف پا در حالی که به تخت بسته شده است. شیوه‌های دیگر شامل سوزاندن با سیگار و اتو، شوک الکتریکی، باز کردن جریان آب با فشار بطرف زندانی و اعدام‌های ساختگی گزارش شده است.»
علی محمد بشارتی در زمان تصدی وزارت کشور، با تصویب «آیین‌نامه تعیین مصادیق البسه و آرایش‌های غیرمجاز»، در کاهش آزادی‌های فردی و اجتماعی شهروندان نقش داشته است.

## بخش بشارت
در زمانی که وی وزیر کشور بود با ایجاد یک بخش در منطقه زلقی الیگودرز نام خود را بر آن بخش نهاد.